# Байкенже (Кызылординская область)
Байкенже (каз. Байкенже) — село в Жанакорганском районе Кызылординской области Казахстана. Административный центр Байкенженского сельского округа. Находится примерно в 26 км к западу от районного центра, села Жанакорган. Код КАТО — 434037100.

## Население
В 1999 году население села составляло 1003 человека (528 мужчин и 475 женщин). По данным переписи 2009 года, в селе проживали 763 человека (396 мужчин и 367 женщин).